# (300096) 2006 UB255
(300096) 2006 UB255 es un asteroide perteneciente al cinturón de asteroides, descubierto el 27 de octubre de 2006 por el equipo del Mount Lemmon Survey desde el Observatorio del Monte Lemmon, Arizona, Estados Unidos.

## Designación y nombre
Designado provisionalmente como 2006 UB255.

## Características orbitales
2006 UB255 está situado a una distancia media del Sol de 3,077 ua, pudiendo alejarse hasta 3,539 ua y acercarse hasta 2,614 ua. Su excentricidad es 0,150 y la inclinación orbital 2,908 grados. Emplea 1971,64 días en completar una órbita alrededor del Sol.

## Características físicas
La magnitud absoluta de 2006 UB255 es 16.